# Lineartaktik

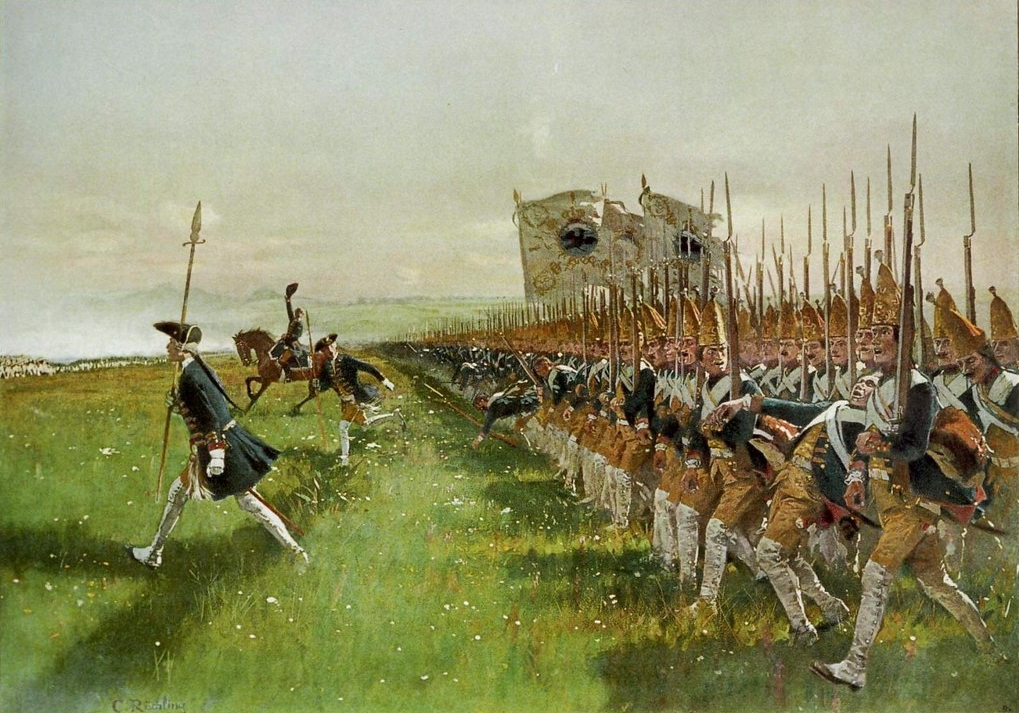
Slaget vid Hohenfriedberg, Attack av preussisk grenadjärgardesbataljon, 4 juni 1745. Historiemålning av Carl Röchling.

Lineartaktik var en stridstaktik under 1700-talet, då infanteriet stod uppställt i tre till fyra man djupa led, vilket gav möjlighet till att skjuta med ett stort antal gevär samtidigt. Detta, i förening med svårigheterna att leda dåtidens värvade arméer, ledde till en exercismässig och osmidig taktik, som blev lineartaktikens signum. Napoleon bröt mot detta med införandet av sin kolonntaktik.
Lineartaktiken medförde att infanteriets beväpning med pik försvann, och det med bajonettgevär  enhetligt beväpnade fotfolket ordnade i långa slutna linjer. Fotfolket bildade slagordningens mitt och gav eld i sluten ordning på stället eller under framryckning till anfall medan kavalleriet var uppställt på flyglarna.
Lineartaktiken utvecklades främst i Preussen av Fredrik II, men upphörde under revolutionskrigen framför allt på grund av Napoleons utveckling av stridsmetoderna på slagfältet.